# Блондинка Ксю
Блондинка Ксю (настоящее имя Ксения Валерьевна Сидорина; 21 августа 1982, Горький) — российская рок-певица, автор песен. Бывшая участница коллективов «Элизиум» и «Лампасы». В 2004 году создаёт сольный проект «Блондинка КсЮ». Имеет на своём счету шесть студийных альбомов и три мини-альбома.
Свой стиль сама Ксения называет барби-панк или пинк-панк.

## Биография

### Ранние годы
Ксения Сидорина родилась 21 августа 1982 года в Горьком в семье архитекторов. Когда Ксении исполнилось 2 года вся семья переезжает в Тульскую область, где и прошло её детство. Мама Ксении окончила музыкальную школу по классу фортепиано, а дедушка раньше пел в хоре, потому с детства в доме были музыкальные инструменты, такие как: гармошка, флейта, металлофон, губная гармошка и арфа. Позже мама купила Ксении фортепиано, после чего она поступила в музыкальную школу, на класс фортепиано, в которой отучилась 7 лет. В 14 лет Ксения впервые услышала группу Nirvana, которая произвела на неё большое впечатление. С тех пор она начала увлекаться рок музыкой. В 15 лет Ксения создаёт свою первую женскую рок группу под названием Alter agO, в ней Ксения играла на гитаре и выступала вокалисткой. Alter agO играли грандж и помимо своих песен группа исполняла кавер-версии песен Nirvana. В то же время Ксения пишет свою первую песню о подростковых проблемах под названием «Бездна». Группа просуществовала примерно год, из-за того что родители Ксении решили переехать в Нижний Новгород. В Нижнем Новгороде Ксения заканчивает школу и поступает в НГПУ им. К. Минина на специальность — психология. Параллельно участвует в различных школьных и университетских музыкальных конкурсах и ищет единомышленников.

### LADY-F
Так в январе 2000 года Ксения Сидорина знакомится с музыкантами из группы «Леди-Фрэди». У группы меняется стиль с фанка на преимущественно панк. На первом же концерте группа начинает играть песни написанные Ксенией. Позже группа меняет название на LADY-F. Летом 2002 года группа делает свою первую запись, состоящую из четырёх песен. Осенью 2002 года группа перезаписывает две свои песни «Разорви» и «Диско», сразу следом записывает две новые песни «Лабиринт» и «Облака». Песня «Лабиринт» попадает в ротации местных радиостанций. Летом 2003 года LADY-F работают над записью новых песен, а в феврале 2004 года выпускают совместный диск с группой «Лампасы». После в том же году группа LADY-F распадается, а Ксения Сидорина знакомится с барабанщиком и директором группы НАИВ Дмитрием Хакимовым, далее она переезжает жить к нему в Москву.

### «Элизиум»
Весной 2002 года LADY-F играли на местном рок фестивале, там Сидорина знакомится с басистом и директором группы «Элизиум» Дмитрием Кузнецовым. И уже летом того же года приглашает её в качестве бэк-вокалистки вступить в «Элизиум».
Он позвонил мне и неожиданно пригласил на место бэк-вокалистки в «Элизиум», при условии, что я полностью прекращаю свою сольную деятельность в LADY-F,  я естественно отказалась! Но, спустя неделю, он позвонил снова и пригласил, но на более мягких условиях... так я оказалась в «Элизиуме».
Первое живое выступление Ксении Сидориной в составе группы «Элизиум» состоялось на фестивале «Нашествие». Практически сразу она принимает участие в записи третьего студийного альбома группы «Космос». Поскольку Сидорина была бэк-вокалисткой, для «Элизиума» не было необходимости в том, чтобы она присутствовала в составе на каждом выступлении группы. Это давало Ксении возможность параллельно заниматься собственными проектами, включая LADY-F. Осенью 2004 года выходит альбом-сплит «Электричка на Марс», где «Элизиум» исполнили шесть кавер-версий песен группы «Ульи». В июне 2005 года Сидорина покидает группу «Элизиум» и работает над сольным проектом, группой «Блондинка Ксю».

### «Блондинка Ксю»
Группа «Блондинка Ксю» была образована в 2004 году. В 2008 году «Блондинка Ксю» выступила на разогреве у канадской группы Billy Talent. 30 сентября 2009 года увидел свет новый альбом «Barbie-убийцы». В октябре 2011 года выходит мини-альбом «Жить до дна», в апреле 2014 года — альбом «Барокко», а в июне 2020 года — альбом «Сахар». В августе 2023 года вышел шестой LP группы — «Абсолютная красота».

## Дискография

### Студийные альбомы
- 2005 — «Я — Блондинка!»
- 2006 — «Время всё разрушает»[8][9]
- 2009 — «Barbie-убийцы»[10]
- 2014 — «Барокко»[11]
- 2020 — «Сахар»[12]
- 2023 — «Абсолютная красота»[13]

### Мини-альбомы
- 2011 — Жить до дна
- 2021 — Красота. Том 1
- 2021 — Красота. Том 2

### Синглы
- 2016 — Фантомные боли
- 2017 — Нужно что то менять
- 2020 — Она любит...
- 2021 — I Will Spoil You

### Видеоклипы
- 2005 — «Вместо жизни»
- 2006 — «Не надо причинять друг другу боль»
- 2006 — «Умирает любовь»
- 2007 — «Баба крутого перца»
- 2009 — "Супер-робот XJ-9" (Элизиум)
- 2010 — «Большие девочки не плачут»
- 2013 — «Последний поцелуй»
- 2019 — «Закопают» (Mood video)
- 2019 — «Трезвая»
- 2020 — «Самые лучшие»
- 2021 — «Отпуск (Lyric Video)»